# بيير جيلبرت
بيير جيلبرت (بالفرنسية: Pierre-Julien Gilbert)‏ (و. 1783 – 1860 م) هو رسام، من فرنسا، ولد في بريست، توفي عن عمر يناهز 77 عاماً.

## مناصب
تولى منصب Peintre de la Marine.